# Rosières-en-Haye
Rosières-en-Haye település Franciaországban, Meurthe-et-Moselle megyében. Lakosainak száma 248 fő (2022. január 1.). Rosières-en-Haye Avrainville, Jaillon, Liverdun, Manoncourt-en-Woëvre, Rogéville, Saizerais és Villers-en-Haye községekkel határos.

## Népesség
A település népessége az elmúlt években az alábbi módon változott:
| Lakosok száma | 499  | 451  | 239  | 237  | 245  | 242  | 232  | 235  | 229  | 248  |
|               | 1968 | 1982 | 1990 | 2006 | 2013 | 2015 | 2017 | 2019 | 2020 | 2022 |